# Wittnau
Wittnau település Németországban, azon belül Baden-Württembergben. Lakosainak száma 1526 fő (2023. december 31.). Wittnau Sölden és Bollschweil községekkel határos.

## Népesség
A település népessége az elmúlt években az alábbi módon változott:
| Lakosok száma | 500  | 660  | 838  | 1120 | 1164 | 1311 | 1384 | 1424 | 1410 | 1526 |
|               | 1961 | 1967 | 1974 | 1980 | 1987 | 1993 | 2000 | 2006 | 2013 | 2023 |